# Джеттинг, Кароль
Кароль Джеттинг (словац. Karol Jetting; 13 сентября 1730, Прессбург (ныне Братислава) — 1790, там же, Австрийская империя) — словацкий путешественник и дипломат, известный как «Братиславский Робинзон Крузо».

## Биография
После преждевременной смерти отца Кароль Джеттинг вынужден был оставить учёбу в гимназии. Вскоре нашёл работу клерка в офисе венского адвоката. Делопроизводство, не прельщало талантливого молодого человека, мечтавшего о путешествиях.
Оставив работу, он отправился в Лондон, искать счастья. В Лондоне его взял на работу банкир, решивший отправить Кароля в Сенегал.
По пути в Африку, его корабль попал в шторм, был повреждён, несколько дней, неуправляемый носился по морю и, наконец, потерпел крушение на берегу острова. Корабль подвергся нападению туземцев, которые ограбили его. К. Джеттинг и несколько его товарищей спаслись на плоту, но вновь потерпели неудачу, налетев на камни, где их схватили работорговцы. Купленному на невольничьем рынке одним евреем, ему удалось связаться с английским посольством, которое с помощью богатого арабского торговца выкупило его.
Под эскортом военных К. Джеттинг прибыл к английскому консулу, где его гостеприимно встретили. Оттуда он отправился в г. Танжер на севере Марокко, и с помощью испанского консула добрался до города Кадис, а оттуда в Лондон. В английской столице быстро распространились слухи о его приключениях и его принял сам король Англии, которому он рассказал о своих злоключениях в Африке. Король назначил его консулом в Марселе, и, казалось, что К. Джеттинг, наконец, обретёт покой. Но приключения его на этом не закончились.
Во время плавания в Марсель, корабль Джеттинга снова попал в шторм, потерял ориентиры и был атакован пиратами. Джеттинг был схвачен и вновь оказался на невольничьем рынке, на этот раз в Тунисе. Там его купил богатый турок Селим. Однажды К. Джеттинг спас жизнь своего хозяина, который, в благодарность за это, дал ему денег и вернул свободу. Однако, воспользовался свободой он недолго. Сын его бывшего хозяина из-за зависти к его состоянию, решил отомстить. С несколькими друзьями он ограбил Джеттинга, и поставил условие освободить его, если тот примет участие в ограблении одного мальтийского судна. Джеттинг, однако, с несколькими своими товарищами по беде — восстал, и вступил в схватку со своими похитителями, но мальтийский корабль затонул.
Джеттинг всё же бежал от них и добрался до необитаемого острова, где прожил, как известный Робинзон, в одиночку девять месяцев. Едой ему служили кокосы. Когда, наконец, он был найден, то отплыл со спасителями в Санто-Доминго. Оттуда Джеттинг добрался до Лондона, и устав от приключений, отклонил предложение новой работы. После короткого пребывания в Лондоне вернулся на родину и прожил остаток мирной жизни в Прессбурге (Братиславе). Умер в 1790 г. Похоронен на кладбище Святого Андрея (Братислава).
В 1797 году вышла книга «Der ungarische Robinson, oder Schicksale und wunderbare Abendteuer Karl Jettings, eines geborenen Ungars» (венг. «A magyar Robinson, avagy Jetting Károly, egy született magyar nagyszerű kalandos életsorsa»; слов. «Uhorský Robinson, alebo Karol Jetting, vynikajúci dobrodružný osud jedného rodeného Uhra»), вызвавшая большой резонанс в Братиславе.
В 1844 году городской совет Братиславы установил новый красивый памятник на месте креста на могиле К. Джеттинга.
Надгробие на его могиле, на котором изображён парусник, является национальным памятником культуры Словакии.